# Saint-Laon
Saint-Laon település Franciaországban, Vienne megyében. Lakosainak száma 136 fő (2022. január 1.). Saint-Laon Pas-de-Jeu, Arçay, Glénouze, Mouterre-Silly, Ranton és Plaine-et-Vallées községekkel határos.

## Népesség
A település népessége az elmúlt években az alábbi módon változott:
| Lakosok száma | 128  | 128  | 131  | 126  | 131  | 133  | 135  | 135  | 136  |
|               | 2013 | 2015 | 2016 | 2017 | 2018 | 2019 | 2020 | 2021 | 2022 |